# Slavko Cicak
Slavko Cicak (Podgorica, Montenegro, 25 d'octubre de 1969), és un jugador d'escacs suec, que té el títol de Gran Mestre des de 2001.
A la llista d'Elo de la FIDE de març de 2015, hi tenia un Elo de 2505 punts, cosa que en feia el jugador número 8 (en actiu) de Suècia. El seu màxim Elo va ser de 2579 punts, a la llista de març de 2012 (posició 320 al rànquing mundial).

## Resultats destacats en competició
El 2004 guanyà el V Obert Internacional d'Escacs de Figueres Miquel Mas. El 2005 empatà als llocs 6è–9è amb Normunds Miezis, Joel Benjamin i Alexander Baburin al Campionat de la Unió Europea. El 2006, Cicak empatà als llocs 2n–5è amb José González García, Leonid Gofshtein i Josep Manuel López Martínez al VIII Obert internacional de Sants, a Barcelona.

### Participació en competicions per equips
Cicak ha participat, representant Suècia, a les Olimpíades d'escacs de 2006, 2008 i 2010.